# 寧巴山葦蛙
寧巴山非洲樹蛙（學名：Hyperolius nimbae），又稱寧巴山葦蛙，是一種青蛙，屬非洲樹蛙科非洲樹蛙屬。生活在象牙海岸的低地森林和沼澤中。也可能生活在幾內亞和利比里亞。
於1967年以後人們以為它已絕種，但在2010年再次被發現。